# ZIL-2906
O ZIL-2906 (em russo:  ЗИЛ-2906) é um modelo de veículo anfíbio fabricado na Rússia, de 1975 a 1979, pela ZiL. Em 1980, foi sucedido pelo ZIL-29061, produzido até 1991. Esses automotores chamam a atenção por serem propelidos por dois grandes parafusos, (em russo:  шнекохо́д) permitindo a travessia de terrenos inóspitos. O tráfego sobre vias convencionais se fazia a bordo do caminhão ZIL-4906, sobre o qual era guinchado.

## Características
Com 3,8 m de comprimento, e 2,3 m de largura, o ZIL-2906 contava com um casco metálico impermeável.
Sob o chassi, eram montados dois parafusos de alumínio longitudinais, de cerca de 2,9 m de comprimento e 0,9 m de diâmetro, cada. Atuavam independentemente, um do outro, pois não compartilhavam, nem transmissão, nem motor. Na traseira do veículo, cada parafuso era ligado ao seu próprio motor, através de suas próprias caixas de velocidades.
As caixas operavam com engrenagens epicicloidais em três velocidades e uma redução. Acoplavam-se aos motores por embreagens de disco seco. Ainda na traseira, dois motores V4, do modelo MeMZ-967А, deslocavam 1,2 mlitros em ciclo de Otto para disponibilizar até 27 kW de potência. Dois tanques de combustível, com capacidade de 67,5 m litros cada, garantiam a autonomia de cerca de 100 km.
Foi projetado para condução sobre a neve, áreas pantanosas e outros terrenos acidentados, levando até 420 kg de carga.

### ZIL-29061
O modelo sucessor, ZIL-29061, é praticamente idêntico ao ZIL-2906. As novidades são: redimensionamento da carroceria; quatro velocidades, na transmissão; motores do VAZ-2103, de 1,5 litros cada; e a possibilidade da partida a frio em até -40 °C. Apenas 20 unidades foram construídas e tinham, como missão principal, a tarefa de recapturar cápsulas da missão espacial Soyuz.

### Ficha técnica
| Característica                                        | ZIL-2906 (1975 – 1979)                       | ZIL-29061 (1980 – 1991)                                   |
| ----------------------------------------------------- | -------------------------------------------- | --------------------------------------------------------- |
|                                                       |                                              |                                                           |
| Motores                                               | 2 × MeMZ-967А                                | 2 × VAZ-2103                                              |
| Disposição dos motores                                | V4                                           | S4                                                        |
| Alimentação de combustível                            | Carburador                                   | Carburador                                                |
| Cilindrada (bitola × curso, deslocamento volumétrico) | Ø76 × 66 1198 cm³                            | Ø76 × 80 1452 cm³                                         |
| Tx. de compressão do motor                            | 7,2:1                                        | 8,5:1                                                     |
| Potência máxima                                       | 27 kW 4100–4300                              | 57 kW 5600                                                |
| Torque máximo                                         | 70,6 Nm 2700–3000                            | 104 Nm 3400                                               |
| Câmbio                                                | Epicicloidal com três vel. e redutor         | Epicicloidal com quatro vel. e redutor                    |
| Propelentes                                           | Dois parafusos de rosca sem-fim              | Dois parafusos de rosca sem-fim                           |
| Velocidade máxima (km/h)                              | 15 (na neve) 12,2 (na água) 7,1 (no pântano) | 65 (no asfalto) 45 (na neve) 20 (na água) 16 (no pântano) |
| Consumo (l/100 km)                                    | 140                                          | sem dados                                                 |
| Capacidade de depósito (l)                            | 2 × 67,5 mm                                  | sem dados                                                 |
| Capacidade de lubrificação (l)                        | 2 × 3,75                                     | sem dados                                                 |
| Altura livre do solo (mm)                             | 590                                          | sem dados                                                 |
| Peso vazio (kg)                                       | 1280                                         | sem dados                                                 |
| Pressão sobre o solo (N/m²)                           | 2 451,701481                                 | sem dados                                                 |
| Dimensões do propelente (mm)                          | Ø860 ×2888                                   | sem dados                                                 |
| Aclividade máxima                                     | 24° (na neve) 14° (na areia)                 | sem dados                                                 |